# کنفرانس آرکادیا

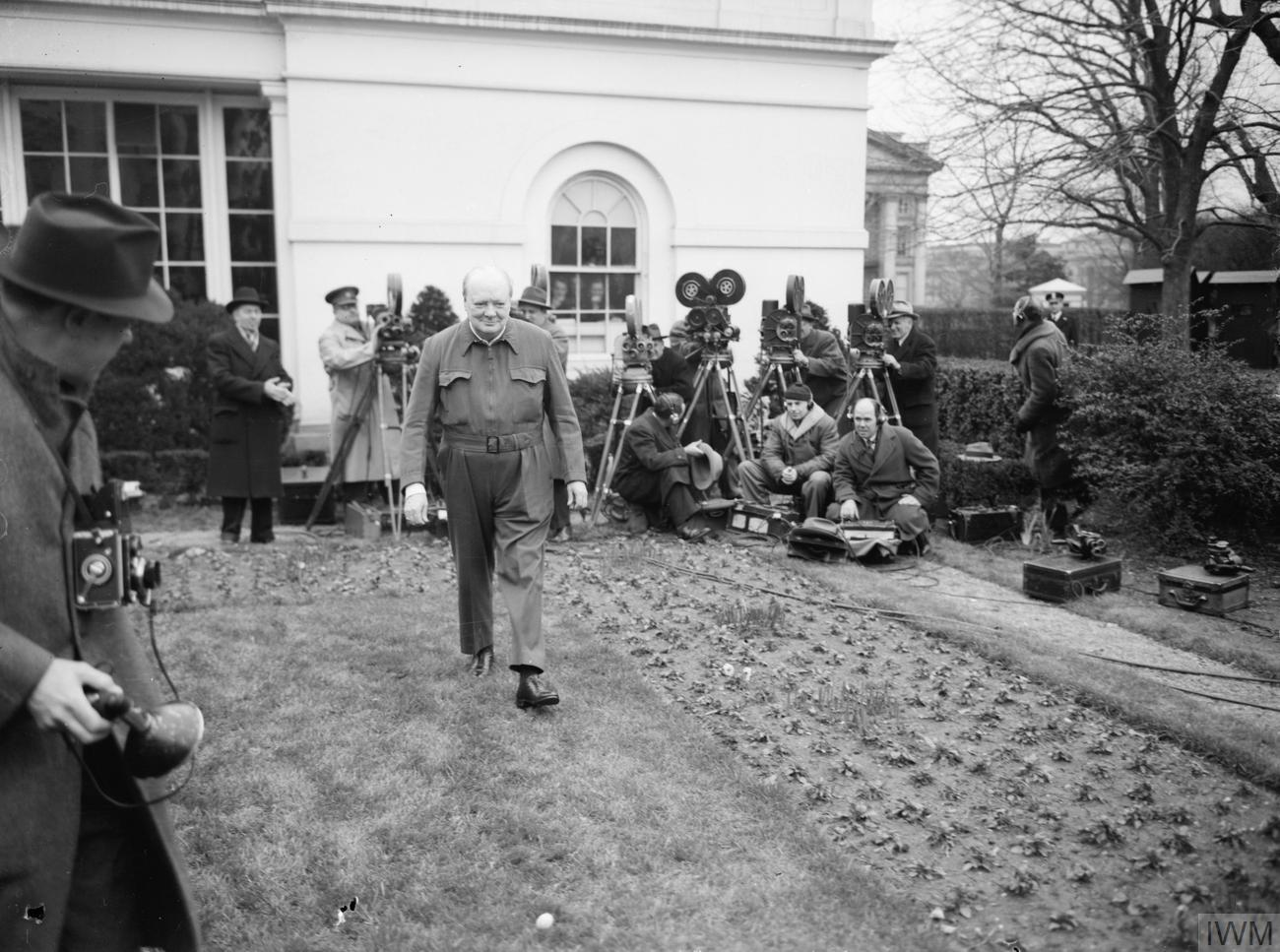
نمایی از وینستون چرچیل در مقابل کاخ سفید، طی رویداد کنفرانس آرکادیا - ژانویهٔ ۱۹۴۲

کنفرانس آرکادیا (انگلیسی: Arcadia Conference) از ۲۲ دسامبر ۱۹۴۱ تا ۱۴ ژانویه ۱۹۴۲ در واشینگتن دی سی برگزار شد. این کنفرانس رهبران ارشد نظامی بریتانیا و آمریکا و همچنین وینستون وینستون چرچیل و فرانکلین دلانو روزولت و دستیاران آنها را در واشینگتن گرد هم آورد. مجموعه‌ای از تصمیمات مهم که تلاش‌های جنگ را در ۱۹۴۲–۱۹۴۳ شکل داد.
آرکادیا اولین نشست در مورد استراتژی نظامی بین بریتانیا و ایالات متحده بود. دو هفته پس از ورود آمریکا به جنگ جهانی دوم رخ داد. کنفرانس آرکادیا برخلاف برنامه‌های بسیار گسترده‌تر پس از جنگ که به عنوان منشور آتلانتیک در اختیار عموم قرار گرفت، توافقی محرمانه بود که بین چرچیل و روزولت در اوت ۱۹۴۱ توافق شد.